# Sir Joseph Banks Group
Il Sir Joseph Banks Group è un arcipelago composto da una ventina di isole situato nel golfo di Spencer, a est della penisola di Eyre e a nord-est di Port Lincoln, nell'Australia Meridionale (Australia).
Il Sir Joseph Banks Group Marine Park comprende 18 isole dell'arcipelago e le acque circostanti e copre un'area di 2627 km². L'isola di Spilsby è di proprietà privata. L'arcipelago è considerato un importante sito di riproduzione di uccelli marini.

## Geografia

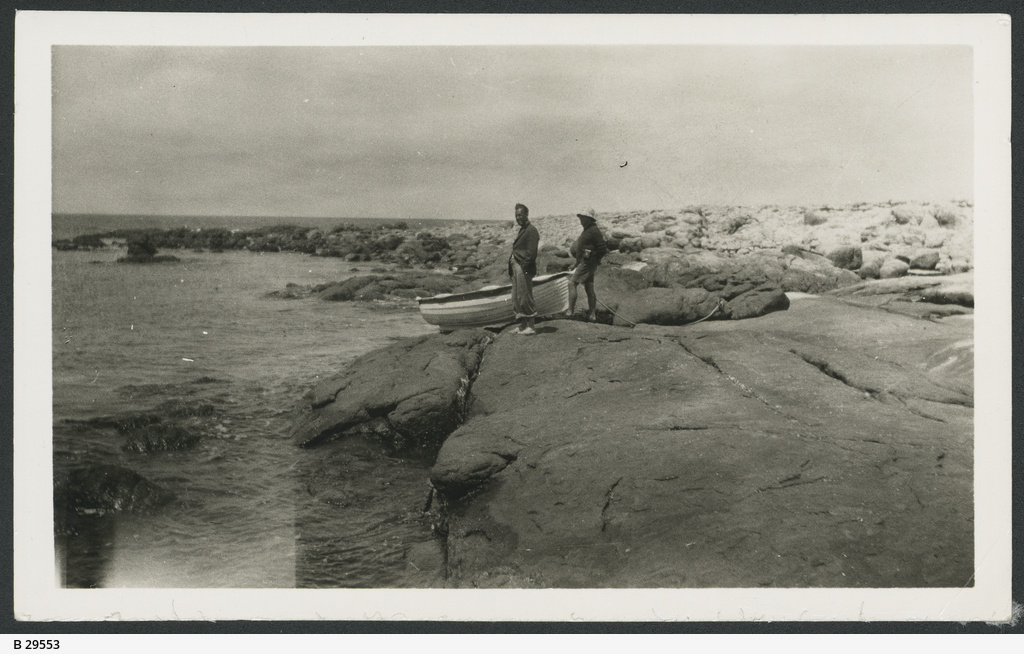
Dangerous Reef (foto del 1932)

Le isole sono basse, il punto più alto (circa 50 metri) è su Spilsby; sono costituite principalmente da una base di granito e calcare, generalmente ricoperto da un fondo di caliche o terreno sabbioso. Reevesby e Spilsby sono le isole più grandi del gruppo.
- Blyth Island, isola sabbiosa su base di granito; ha un'area di 5 ha ed è alta 12 m. Si trova 750 m a nord di Hareby, cui è collegata da un banco di sabbia.[4]
- Boucaut Island, assieme all'adiacente Seal Rock ha una superficie di 0,16 km² ed è alta 7 m. Porta il nome del giudice James Penn Boucaut.[5] Si trova a nord-est di Spilsby Island.
  - Seal Rock, scoglio a sud-est di Boucault.
- Buffalo Reef, scogli 11,5 km a sud-est di Spilsby; formano la parte più orientale del gruppo.[6]
- Dalby Island, collocata 3,7 km a sud-ovest di Reevesby; ha un'area di 5,5 ha ed è alta 9 m. Ha ricevuto da Flinders il nome di una parrocchia del Lincolnshire.[4]
- Dangerous Reef, è una catena di scogli situati 15,5 km a sud-ovest di Stickney e a 17,5 km dalla costa; hanno un'area complessiva di circa 12 ha e un'altezza massima di 3 m; sono dotati di un faro.[6] Dangerous Reef è riconosciuto come la seconda colonia riproduttiva più grande del mondo di leoni marini australiani, con 200/250 cuccioli per stagione.[6]

- Duffield Island, ha un'area di 7,5 ha ed è alta 9 m. Si trova a nord-ovest di Spilsby Island.[5]
- English Island, situata 1,2 km a nord-est di Sibsey; ha un'area di 3 ha ed è alta solo 5 m.[7]
- Hareby Island, situata a sud di Reevesby; ha una superficie di 0,53 km² ed è alta 15 m. L'isola ha ricevuto da Flinders il nome di una località del Lincolnshire.[5]
- Kirkby Island, ha una superficie di 0,27 km² ed è alta 26 m[8]. Si trova 5,5 km a ovest della punta meridionale di Reevesby. Flinders le ha dato il nome di un villaggio del Lincolnshire.[8]
- Langton Island, si trova a sud-ovest di Hareby; ha un'area di 0,26 km² ed è alta 12 m.[5]
  - Smith Rock, scoglio di granito, 925 m a nord-est di Langton.[5]
- Lusby Island, situata a ovest della parte meridionale di Reevesby; ha un'area di 0,14 km² ed è alta 9 m. Porta il nome di un villaggio del Lincolnshire.[9]
- Marum Island, circa 900 m a nord-nord-ovest di Partney, cui è collegata da un banco di sabbia. Ha un'area di 0,1 km² ed è alta 11 m.[9]
- Partney Island, situata a ovest di Reevesby, ha una superficie di 0,4 km² ed è alta 9 m. Il suo nome commemora il luogo del matrimonio di Flinders.[9]
- Reevesby Island, la seconda per grandezza.
- Roxby Island, porta anche'essa il nome di un villaggio del Lincolnshire e si trova a sud-est di Hareby. È lunga 1500 m e larga 400 m; ha una superficie di 0,92 km² ed è alta 23 m.[5]
- Sibsey Island, si trova 13,5 km a sud-est di Point Boilingbroke, che sporge sulla costa est della penisola di Eyre. Ha una superficie di 0,3 km² ed è alta 25 m. Ha ricevuto da Flinders il nome di una parrocchia del Lincolnshire.[8]
- Spilsby Island, l'isola maggiore.
- Stickney Island, ha un'area di 7 ha ed è alta 30 m; si trova 8,3 km a ovest-sud-ovest di Spilsby. Porta il nome di una parrocchia del Lincolnshire.[7]
- Winceby Island, che porta anch'essa il nome di una parrocchia del Lincolnshire, è situata 1,3 km a nord di Reevesby, alla distanza di 1,3 m; è la più settentrionale del gruppo. Ha una superficie di 0,3 km² ed è alta 10 m.[9]

## Fauna
Un totale di 69 specie diverse di uccelli, 22 delle quali si riproducono sulle isole, sono state registrate nel 1936-1937, tra cui: l'anatra del Pacifico, l'averla-rondine scura, l'allodola gazza, il cormorano nero, il mignattaio, il piviere dorato del Pacifico, la berta piedicarnicini e il chiurlo orientale. Molto comuni il parrocchetto delle rocce, la rondine benvenuta, il gabbiano del Pacifico e l'occhialino dorsogrigio.

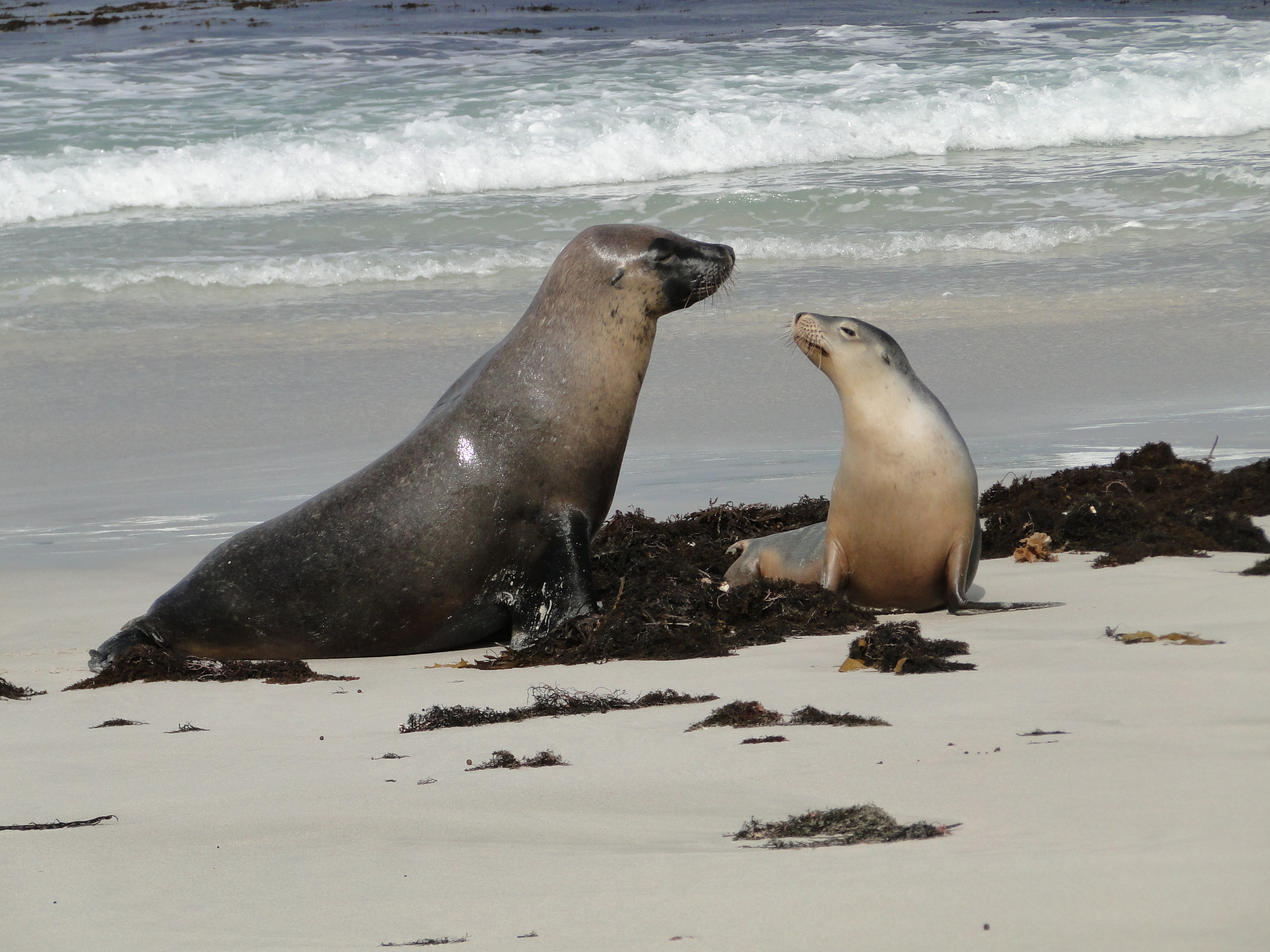
Leoni marini australiani

L'arcipelago è stato identificato da BirdLife International come Important Bird and Biodiversity Area (IBA) poiché supporta la riproduzione di molte specie (secondo rilievi degli anni tra il 1979 e il 1996): il pinguino minore blu, il gabbiano australiano e le sterne del genere Thalasseus; l'oca di Capo Barren era presente in 14 isole nel 1996.
Il leone marino australiano è nativo di queste isole e una delle maggiori colonie riproduttive del mondo è presente su Dangerous Reef.

## Toponimo
Matthew Flinders le ha intitolate in onore di Sir Joseph Banks presidente della Royal Society, il 26 febbraio 1802. Flinders fece i rilievi di 14 isole e le chiamò come alcuni villaggi e parrocchie della sua provincia d'origine, il Lincolnshire. Nominò le isole Sibsey, Stickney e Spilsby il 21 febbraio. Reevesby porta il nome della residenza di Banks (Revesby Abbey); Spilsby era il luogo di nascita di Sir John Franklin, esploratore dell'Artico. La stessa Port Lincoln fu nominata da Flinders con la stessa motivazione.